# Landeskirchen
Landeskirchen är kyrkor i en region i Tyskland och Schweiz, med ursprung som statskyrkor i fristående furstendömen. Landeskirchen är huvudsakligen evangeliska kyrkor, men i Schweiz är även katolska kyrkor organiserade så. 
I Tyskland genomdrevs reformationen med hjälp av furstarna. För att skydda den nya läran och de nya kyrkornas yttre ordning gav Luther furstarna ställning som kyrkans överhuvuden. Detta kyrkoregemente med fursten som summus episcopus för en territorialkyrka upphävdes först i och med monarkins slut 1918-1919.
De evangeliska kyrkorna förblev dock organiserade i Landeskirchen, en ordning som också består i Tyska Förbundsrepubliken.